# Maximilian Hofmann
Maximilian Hofmann (Vienna, 7 agosto 1993) è un calciatore austriaco, centrocampista del Debrecen.

## Carriera

### Club
Hofmann ha iniziato la sua carriera giovanile con la squadra locale del SV Wienerberg prima di entrare nel Rapid Vienna nel 2003. È migliorato nel settore giovanile del club e ha fatto il suo debutto per la seconda squadra in una vittoria per 5-0 contro l'SC Ritzing in Regional League Orientale il 7 ottobre 2011. Ha esordito in prima squadra come sostituto nella vittoria per 3-0 contro l'SV Ried il 26 maggio 2013.
Nella prima presenza da titolare e terza in totale nel Rapid Wien, lo vide regalare un rigore e ricevere un cartellino rosso entro i primi 90 secondi in una vittoria per 4-2 contro l'Sturm Graz, il 4 agosto 2013.

### Nazionale
Ha giocato nella nazionale austriaca Under-21.